# Buona Sera
Buona Sera er en sang skrevet af Carl Sigman og Peter de Rose og bedst kendt som udført af Louis Prima & His Orchestra i 1957.

## Coverversioner
- Svend Asmussen, Danmark
- Kansas City Stompers (feat. Otto Brandenburg), Danmark
- Bo Bendixen og Rico Kvintetten, Danmark
- Climax, Danmark
- Flemming Werge og Blue Notes, Danmark
- Søren Sørensen's Swing Cats, Danmark
- Keld & The Donkeys, Danmark
- Party Patrol, Danmark
- Grete Klitgaard, Danmark
- Elisabeth Edberg, Danmark
- Jan & Kjeld, Danmark
- Bjarne Liller & Papa Bue's Viking Jazz, Danmark
- Eddie Meduza, Sverige
- Little Gerhard, Sverige
- Marcel Azzola, Frankrig
- Al Bano, Italien
- Francis Bay med Freddy Sunder, Belgien
- Alfie Boe
- Dick Brave, Tyskland
- Patrizio Buanne
- Fred Buscaglione, Italien
- Adriano Celentano, Italien
- Emile Ford
- The Gaylords, USA
- Rocco Granata
- André Hazes, Holland
- John Leyton
- Marino Marini, Italien
- Van Morrison
- Line Renaud, Frankrig
- Matteo Simoni
- Vico Torriani, Schweiz
- Olavi Virta, Finland
- The Gypsy Queens & Tony Danza[2]